# أريستيد بانسي
أريستيد بانسي (بالفرنسية: Aristide Bancé) (مواليد 19 سبتمبر 1984 في أبيجان - ساحل العاج) لاعب كرة قدم بوركينابي يلعب حاليا لصالح نادي المصري في مركز المهاجم .

## روابط خارجية
- أريستيد بانسي على موقع اتحاد تركيا (لاعب) (الإنجليزية)
- أريستيد بانسي على موقع اتحاد أوكرانيا (الإنجليزية)
- أريستيد بانسي على موقع قاعدة بيانات كرة القدم.إي يو (الإنجليزية)
- أريستيد بانسي على موقع بيانات كرة القدم. دي إي (الألمانية)
- أريستيد بانسي على موقع ناشيونال فوتبول تيمز (الإنجليزية)
- أريستيد بانسي على موقع Soccerway.com (الإنجليزية)
- أريستيد بانسي على موقع عالم كرة القدم.نت (الإنجليزية)
- أريستيد بانسي على موقع كووورة
- أريستيد بانسي على موقع AS.com (الإسبانية)